# Chorangiom
Ein Chorangiom oder Chorioangiom, lateinisch Chroangioma placentae, von altgriechisch χόριον chórion, deutsch ‚Haut, Leder, Nachgeburt‘, altgriechisch ἀγγεῖον angeion, deutsch ‚Gefäß‘ und altgriechisch -ωμα -ôma, deutsch ‚Tumor, Pathologie‘, ist ein gutartiger Tumor der Blutgefäße (Gefäßtumor) in der Plazenta vom Chorion ausgehend. Meist handelt es sich um eine Hämangiom oder Hamartom.
Die Erstbeschreibung erfolgte im Jahre 1798 durch den englischen Arzt John Clarke (1761 – 1815).

## Verbreitung
Ein Chorangiom ist der häufigste Tumor der Plazenta. Die Häufigkeit kleinerer Tumoren wird mit etwa 1 zu 300 Plazenten angegeben. Chorangiome finden sich bei 0,5 bis 0,6 % aller Schwangeren.

## Pathologie
Diese Veränderungen treten meist in der zweiten Schwangerschaftshälfte auf. Sie sitzen überwiegend auf der dem Fötus zugewandten Seite und können auch gestielt sein. Als möglicher Auslöser wird verminderte Sauerstoffversorgung vermutet, da sie gehäuft am Rande der Plazenta zu finden sind. Sie sind häufiger bei Syndromen mit Wachstumsstörungen zu finden wie beim Beckwith-Wiedemann-Syndrom.
Etwa 80 % sind kleiner als 10 mm.

## Einteilung
Nach ihrem Gewebeaufbau (Histologie) kann eine Einteilung erfolgen in:
- angiomatös mit zahlreichen Blutgefäßen
- zellulär mit geringer Vaskularisation
- degenerativ

## Klinische Bedeutung
Meist handelt es sich um Zufallsbefunde ohne Bedeutung. Bei größeren Tumoren von mehreren Zentimeter Durchmesser können arteriovenöse Shunts zu kreislaufbedingter Schädigung des Föten führen.

## Komplikationen
Mögliche Komplikationen bei größeren Chorangiome sind:
- Polyhydramnion
- Hydrops fetalis
- erhöhtes Risiko einer Vorzeitigen Plazentalösung, Frühgeburt und Fehlgeburt
- mögliche Anämie, Kardiomegalie und Thrombozytopenie des Neugeborenen
- erhöhte Wahrscheinlichkeit für kindliche Leberhämangiome bei besonders großen Chorangiomen.

## Diagnose
Die Diagnose kann bei der Pränataldiagnostik durch Sonografie, besonders im Doppler-Verfahren, sowie nach der Geburt durch Untersuchung der Plazenta erfolgen.